# Rieumajou
Rieumajou (okzitanisch: Riumajor) ist eine französische Gemeinde mit 137 Einwohnern (Stand: 1. Januar 2022) im Département Haute-Garonne in der Region Okzitanien (vor 2016 Midi-Pyrénées). Sie gehört zum Arrondissement Toulouse und zum Kanton Revel. Die Einwohner werden Rieumajois oder Rieumajorains genannt.

## Lage
Rieumajou liegt in der Kulturlandschaft Lauragais an der Grenze zum Département Aude, 32 Kilometer südöstlich von Toulouse. Umgeben wird Rieumajou von den Nachbargemeinden Mourvilles-Hautes im Norden, Montmaur im Osten, Avignonet-Lauragais im Südosten und Süden, Folcarde im Süden sowie Lux im Westen und Nordwesten.

## Bevölkerungsentwicklung
| Jahr                       | 1962 | 1968 | 1975 | 1982 | 1990 | 1999 | 2006 | 2013 | 2020 |
| Einwohner                  | 84   | 67   | 63   | 54   | 79   | 87   | 122  | 141  | 137  |
| Quellen: Cassini und INSEE |      |      |      |      |      |      |      |      |      |

## Sehenswürdigkeiten

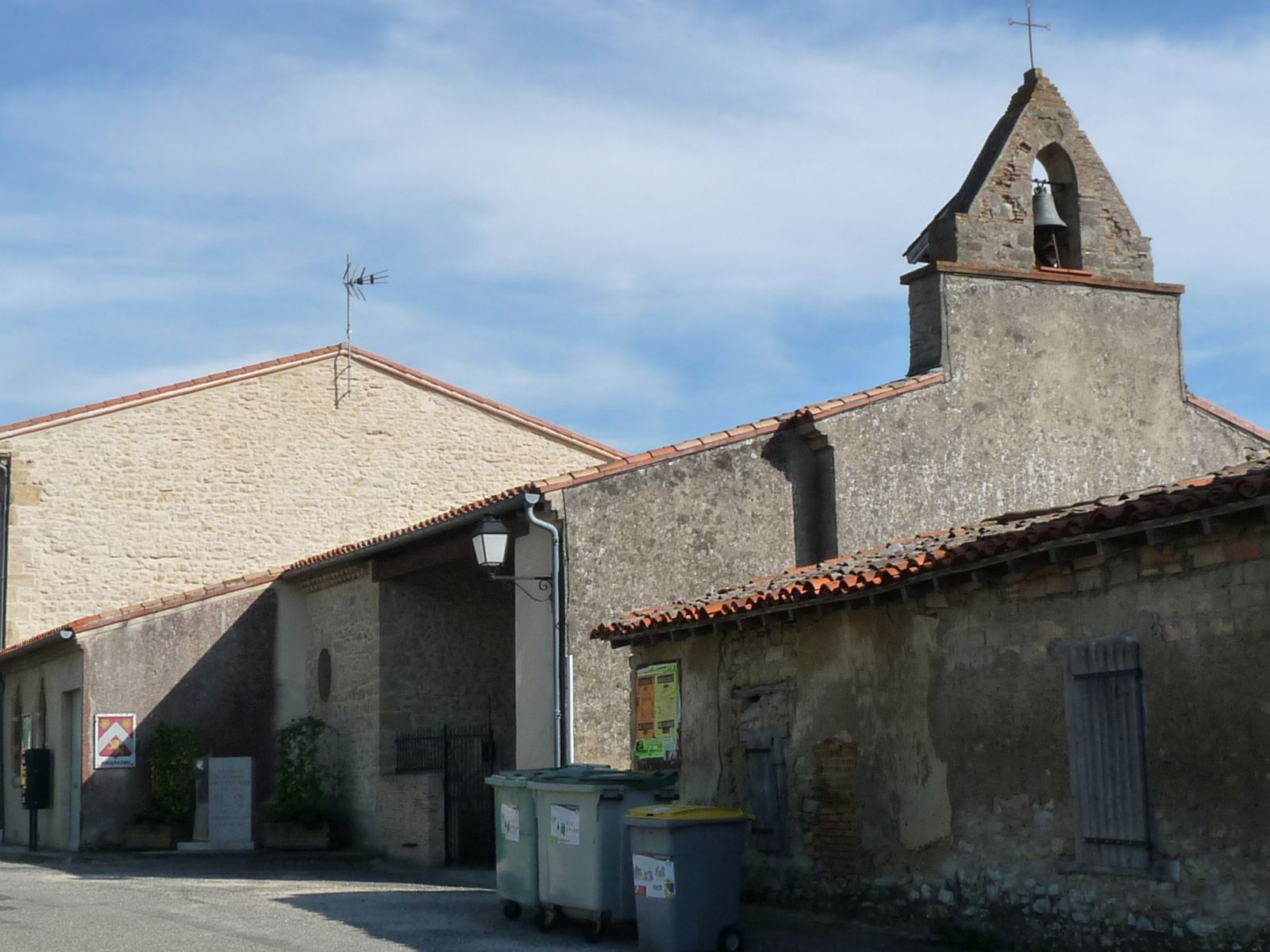
Kirche Saint-Jean-Baptiste
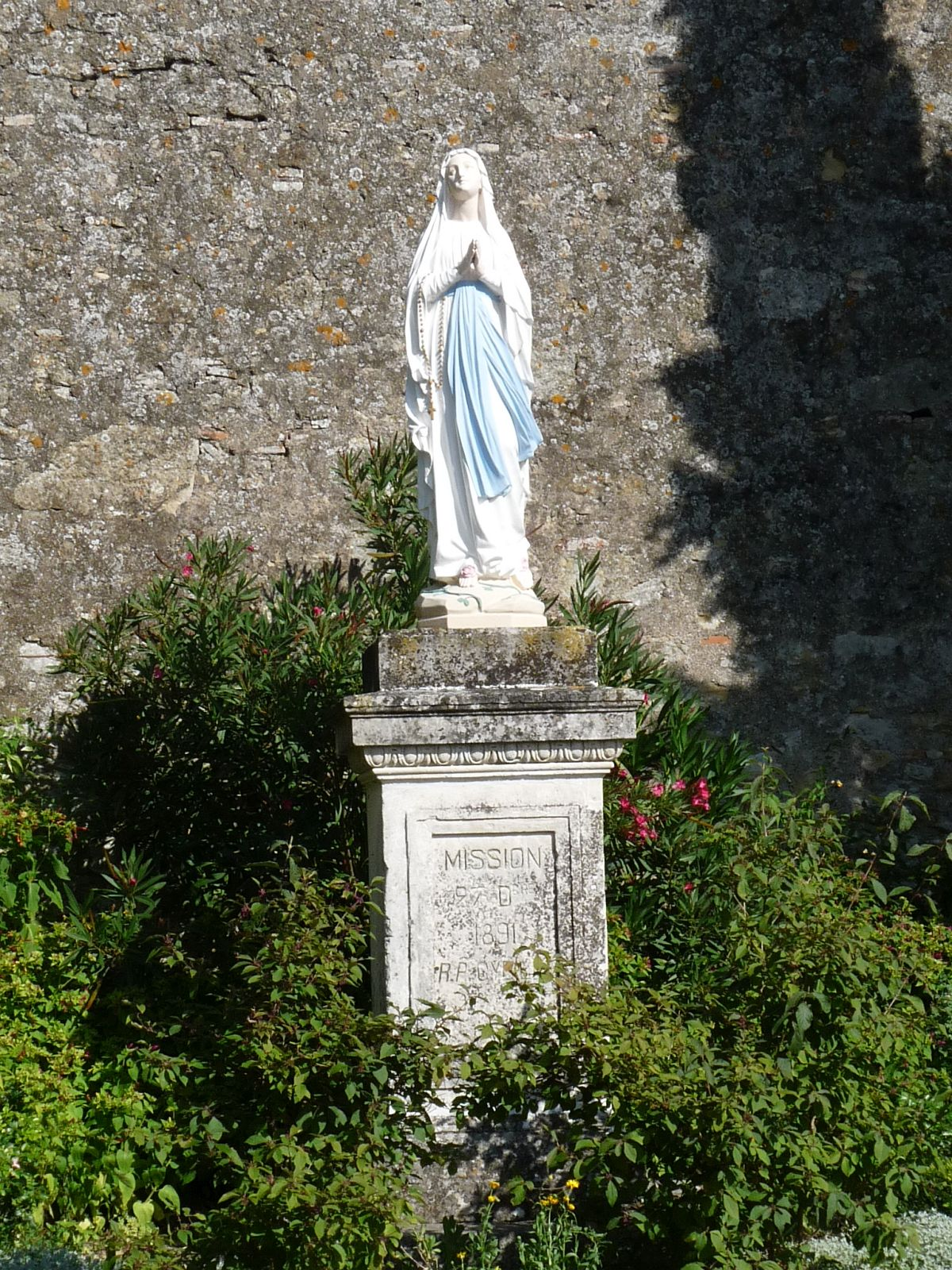
Marienstatue
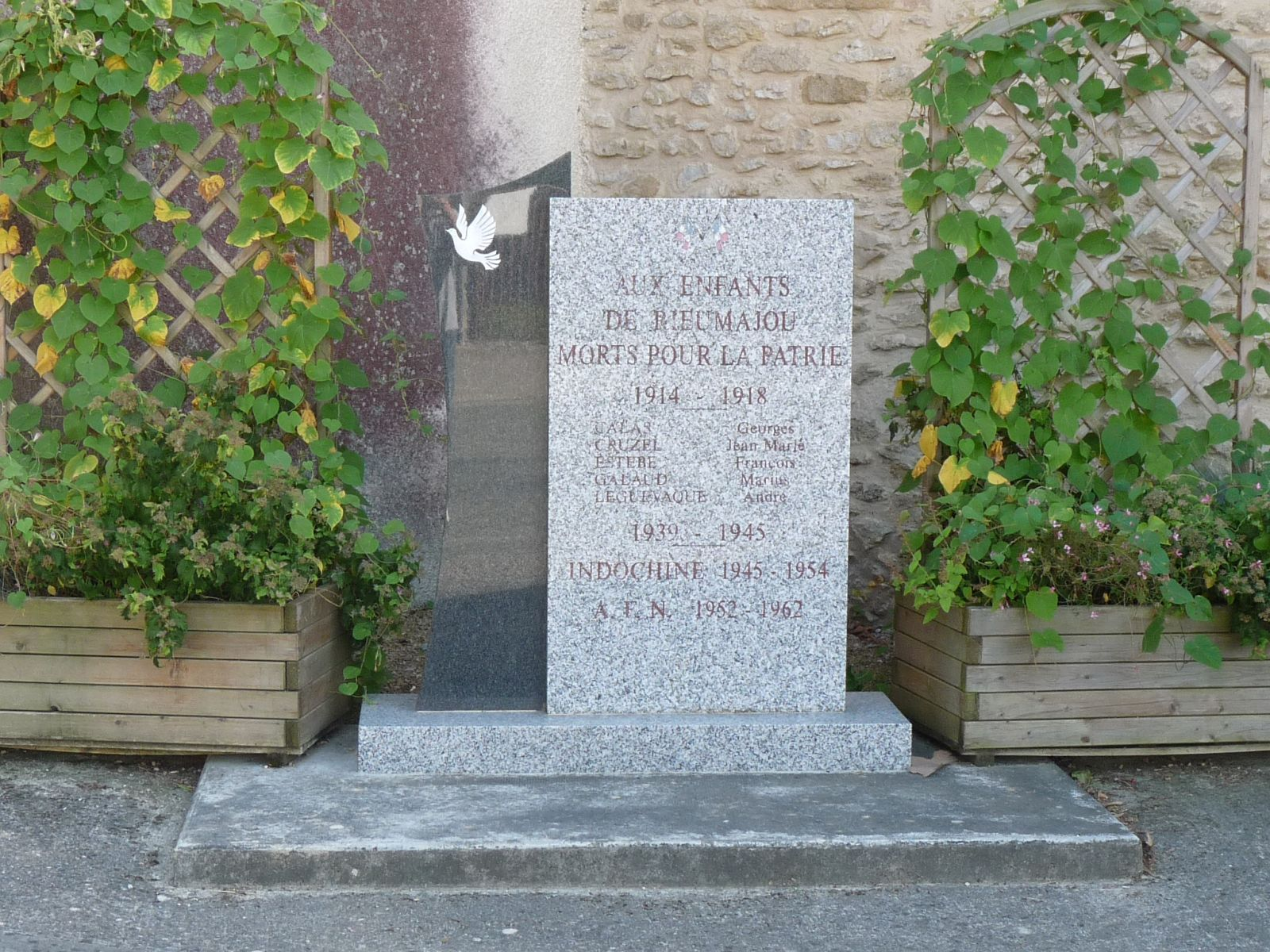
Gefallenendenkmal

- Kirche Saint-Jean-Baptiste
- Marienstatue
- Gefallenendenkmal